# Мэйда, Адам Джозеф
Адам Джозеф Мэйда (англ. Adam Joseph Maida; род. 18 марта 1930, Ист Вандергрифт, США) — американский кардинал. Епископ Грин-Бея с 7 ноября 1983 по 28 апреля 1990. Архиепископ Детройта с 28 апреля 1990 по 5 января 2009. Кардинал-священник с титулом церкви Санти-Витале-Валерия-Джервазио-э-Протазио с 26 ноября 1994.

## Ранняя жизнь
Адам Джозеф Мэйда родился 18 марта 1930 года, в Ист Вандергрифт, США. Мэйда происходит из польско-американской семьи, он был первым из трех сыновей Адама Мэйды, который прибыл в США из сельского района около Варшавы, и Софи Сиеслак, родившейся в США. Один из его братьев, Таддеуш, является священником в епархии Питтсбурга. Он окончил среднюю школу Святой Марии, в Орчард Лэйк Вилладж, в Мичигане, в 1948 году. В 1952 году, Мэйда окончил высшее учебное заведение и получил степень бакалавра искусств в философии от Колледжа Святого Винсента в Питтсбургском пригороде Латроубе, штате Пенсильвания. Учился в университете Святой Марии, в Балтиморе, Папском Латеранском Университете, в Риме (лиценциаты в богословии и каноническом праве). Мэйда был допущен, чтобы практиковать в качестве адвоката после окончания Дюкузенской юридической школы в 1964 году (докторантура в гражданском праве).

## Священник
Мэйда был рукоположён в священника в Питтсбурге, штат Пенсильвания, в соборе Святого Павла 26 мая 1956 года епископом Джоном Дирденом, который двумя годами позднее стал архиепископом Детройта. После своего рукоположения, Мэйда служила вице-канцлером Питтсбургской епархии и адъюнкт-профессором богословия в Дюкузенской юридической школы.
Брат Мэйды, преподобный Таддеуш Мэйда, является священником в приходе Святого Дитя в Бриджвилле, штат Пенсильвания, в Питтсбургской епархии, и Мэйды руководил мессой в приходе Святого Дитя, празднующей 50-летие служение его брата в священном сане в декабре 2008 года.

## Епископ
8 ноября 1983 года, папа римский Иоанн Павел II назначил Мэйду епископом Римско-католического диоцеза Грин-Бея, Висконсин. Он был хиротонисан в епископа 25 января 1984 года. Хиротония прошла в кафедральном соборе Святого Франциска Ксаверия, Грин Бэй, проводил таинство титулярный архиепископ Маурианы Пио Лаги — апостольский делегат в Соединённых Штатах Америки, ему сослужили и помогали бывший епископ Грин Бэя Алоизий Джон Вицисло и бывший епископ Питтсбурга Винсент Мартин Леонард.
В 1990 году, папа римский назначил кардинала Эдмунда Шоку ординария архиепархии Детройта, ватиканским официалом, а впоследствии выбрал епископа Мэйду его преемником в Детройте 28 апреля того же года. Мэйда была интронизирован четвёртым архиепископом Детройта 12 июня.

## Кардинал
26 ноября 1994 года, папа римский Иоанн Павел II возвёл Мэйду в Священную Коллегию Кардиналов как кардинала-священника титулярной церкви Санти-Витале-Валерия-Джервазио-э-Протазио. В 2000 году, Мэйда был назначен первым настоятелем миссии Sui Iuris Каймановых островов.
В апреле 2005 года, после смерти папы римского, он путешествовал в Ватикан как кардинал-выборщик, чтобы участвовать в Конклаве, который избрал папу римского Бенедикта XVI.
Мэйда церковный советник Католического Совета консультантов для инвестиционного фонда Ave Maria и член Попечительского Совета Американского Католического Университета.
В 2002 году, школа Святой Гертруды, часть диоцеза Гринсберг в графстве Вестморленд, штат Пенсильвания, была переименована в Академию кардинала Мэйды в чести Мэйды. Школа, которая предлагает инструкцию от детского сада до шести ступеней, находится недалеко около его родного города Ист Вандергрифт, штат Пенсильвания.
18 марта 2005 года, Мэйда следуя закону Церкви и представил свой запрос отставки в Ватикан (по достижении 75 летнего возраста). Ватикан попросил, чтобы Мэйда остался архиепископом до дальнейшего уведомления.
8 июня 2006 года Мэйда отпраздновала 50-ю годовщину своего священнического служения.
5 января 2009 года, Святой Престол объявил о принятии отставки Мэйды и назначении Аллена Генри Вигнерона, тогда епископа Окленда, его преемником как архиепископа Детройта. Вигнерон был интронизирован 28 января 2009 года в Соборе Преблагословенных Святых Даров в Детройте, Кардинал Мэйда стал апостольским администратором Детройтской архиепархии и помогал вступающему архиепископу Вигнерону с переходом.
Мэйда отслужил свою заключительную мессу в соборе 25 января 2009 года. Это было также проведено в праздновании 25-й годовщины его епископского служения.
18 марта 2010 года кардиналу Мэйда исполнилось 80 лет и он потерял право участвовать в Конклавах.